# Шаллер, Джордж
Джордж Билс Ша́ллер (англ. George Beals Schaller; 26 мая 1933, Берлин, Германия) — американский зоолог-териолог и этолог, защитник дикой природы и писатель. С 1952 года он регулярно проводил полевые исследования диких животных в природе в Северной и Южной Америки, Африки и Азии, изучал и помогал защищать от исчезновения горную гориллу, бенгальского тигра, снежного барса, ягуара, льва, большую панду, гималайского голубого барана и других животных. Во всем мире Шаллер многими признан выдающимся полевым исследователем. Многие считают его основателем современной полевой биологии. Автор множества научных статей и более 15 научно-популярных книг, посвященных сохранению дикой природы, особенно известен своими исследованиями горных горилл. Его новаторские полевые исследования этих приматов стали образцом для более поздних исследований горилл Дайан Фосси и шимпанзе Джейн Гудолл. В 1973 году он получил Национальную книжную премию за книгу «The Serengeti Lion: A Study of Predator-Prey Relations», а в 1980 году был награждён Золотой медалью Всемирного фонда дикой природы за вклад в изучение и сохранение исчезающих видов. Вице-президент по научной и исследовательской программе Общества сохранения дикой природы, почётный вице-президент благотворительной организации «Panthera Corporation» и председатель её Консультативного совета по кошкам (англ. Cat Advisory Council), старший специалист по сохранению диких животных в Зоопарке Бронкса.

## Биография
Джордж Шаллер родился 26 мая 1933 года в Берлине в семье немецкого дипломата Георга Л. Шаллера (нем. Georg L. Schaller) и американки Беттины Бёд Шаллер (до замужества Билс, англ. Bettina Byrd Beals), дочери майора Фрэнка Л. Билса (англ. Frank L. Beals) из Чикаго. Мать Джорджа получила образование за границей и в 1930 году вернулась в Чикаго. В 1932 году она вышла замуж за доктора Георга (Джорджа) Шаллера, который в то время был вице-консулом Германии в Чикаго. Отец Джорджа получил степень доктора права (LL. D.) в Кильском университете и прошел подготовку для консульской и дипломатической службы в Министерстве иностранных дел в Берлине. С 1933 по 1939 год семья Шаллеров жила сначала в Праге в Чехословакии, а затем в Катовице в Польше, где его отец был дипломатом в немецкой дипломатической миссии. После начала Второй Мировой войны они переехали в Германию к родителям отца Джорджа в город Радебойль на востоке страны неподалеку от Дрездена. Там в 1939 году Джордж пошёл в школу. Однако позже в том же году его отца отправили в Копенгаген в Дании, где они пробыли три года. Там Джордж также посещал школу и там же родился его младший брат Крис (англ. Chris). Позднее жена Джорджа Кей говорила: «Он был американцем в Германии и немцем в Дании. Я полагаю, то, что он был аутсайдером в детстве, подготовило его к тому, чтобы быть аутсайдером всю жизнь, всегда в чужих странах, и способствовало его терпимости к полевой работе в уединении».
Вернувшись в Германию в 1942 году, Джордж снова пошёл в школу недалеко от Радебойля, но в 1944 году, в возрасте одиннадцати лет, его отправили в школу-интернат сети школ Hermann Lietz Schulen, которые размещались обычно в старинных замках в сельской местности. Джордж посещал четыре из этих школ. Первая школа находилась недалеко от Веймара и концлагеря Бухенвальд, места, которое ученики школы знали только как лагерь для военнопленных. Но Джордж пробыл в ней недолго. Войска союзников наступали и всех детей эвакуировали поездом западнее в другую школу в районе Хофбибер. По дороге, когда они были на запасном пути в Галле и прятались в переполненном железнодорожном тоннеле, Джордж стал свидетелем авианалета союзников, в результате которого была разбомблена часть города. Одна бомба попала во вход в тоннель, и ураган обломков пронесся над кричащей толпой. Поезд, хотя и побитый, но ещё мог функционировать и эвакуация была продолжена. Вскоре после переезда некоторые из детей были переведены в другую школу недалеко от гор Гарц. Там они больше, чем на уроках, работали в полях, мотыжили ряды сахарной свеклы и копали картофель на разных фермах, за их труд школа получала оплату продуктами. Когда американская армия продвигалась на восток через Германию, им также было приказано рыть траншеи, убежища безопасности. Когда немецкая армия отступила, в школу вошли американские военные, которые проверяли не прячутся ли среди детей немецкие солдаты. Несколько дней спустя им также довелось пережить грабеж и мародерство со стороны освобожденных узников немецкого трудового лагеря.
В одной из своих книг Джордж написал, что пережитое во время войны может и имело мало отношения к формированию его дальнейшей жизни как натуралиста, но оно, вероятно, повлияло на его готовность адаптироваться и переносить трудности в полевых условиях.
В 1947 году четырнадцатилетний Джордж со своей матерью и его пятилетним братом Крисом переехал в Соединенные Штаты Америки в район города Сент-Луиса в штате Миссури, где жил его дядя, брат его матери, со своей семьёй. Отец Джорджа остался в Европе и после этого он его видел редко. Тем не менее, Джордж вспоминал своего отца как «очень, очень хорошего человека». Переезд был нелёгким. Уезжая из Германии Шаллеры не могли взять с собой много вещей и мать сказала Джорджу, что он может взять с собой только одну, самую дорогую для него вещь. Он выбрал деревянную коробку с коллекцией птичьих яиц, которые сам собрал в местном лесу. Заметив на дереве птичье гнездо он вскарабкивался наверх, при этом высота его никогда не беспокоила. Принеся яйцо домой он проделывал в нём два маленьких отверстия и выдувал содержимое, сохраняя целой хрупкую скорлупу. В коллекции у него были яйца скворца, певчего и чёрного дроздов, домового воробья, чернолобого сорокопута и вороны. На новом месте Джордж пошел в американскую среднюю школу и научился говорить по-английски. В школе он преуспел в биологии и творческом письме. В свободное время юный Джордж исследовал леса и ручьи около своего нового дома, открыв для себя радость наблюдения за жизнью диких животных. Он собирал птичьи яйца, держал дома в качестве домашних животных енота, опоссумов, саламандр, змей, ящериц и других животных, любил бродить по окружающим местам и стремился к карьере исследователя дикой природы.
В 1951 году Джордж поступил в Аляскинский университет в Фэрбенксе, который, по его признанию, выбрал отчасти из-за окружавшей его дикой природы. Он поступил чтобы изучать управление дикой природой, но очень быстро понял, что ему неинтересно посвятить свою жизнь выращиванию животных для охоты, и поэтому сосредоточился на зоологии. В университете он принимал участие в работе лаборатории дикой природы. Будучи студентом, он предпринял свою первую зоологическую экспедицию, целью которой была регистрация перелётов птиц между северо-восточной Азией и Аляской. Эту работу он проводил на самом севере полуострова, на территории называемой Национальным нефтяным резервом на Аляске, на которой обитает самая большая популяция водоплавающих и околоводных птиц из всех крупных арктических водно-болотных угодий. Руководителем Джорджа была американский орнитолог Брайна Кессел (1925—2016). В 1955 году он окончил университет, получив степень бакалавра наук по зоологии и антропологии. На прощание он подарил университетской природоведческой коллекции коробку с птичьими яйцами, которую он привез в Америку из Германии.
В 1956 году, вскоре после окончания университета, он присоединился к известным натуралистам Оласу и Маргарет Мюри и биологу Роберту Криру (англ. Harry Robert Krear) для проведения всестороннего исследования дикой природы северо-восточной Аляски. С Мюри Шаллер имел возможность наблюдать за волками, медведями, карибу и другими животными этого региона. Данные, собранные экспедицией Мюри, включая вклад Шаллера, легли в основу решения федерального правительства о постоянной защите среды обитания наиболее уязвимых видов Аляски. В 1960 году северо-восточная оконечность Аляски указом президента страны была объявлена Арктическим национальным природным заповедником. После экспедиции Мюри Шаллер окончательно решил посвятить свою жизнь карьере полевого биолога, изучая диких животных в их родной среде обитания.
Позже Шаллер продолжил изучение поведения птиц, поступив в магистратуру Висконсинского университета в Мадисоне. В 1957 году он закончил магистратуру и поступил в аспирантуру этого же университета. Научным руководителем Джорджа был американский орнитолог и этолог, профессор кафедры зоологии Висконсинского университета Джон Эмлен. Поначалу Джордж в аспирантуре также продолжил изучение поведения птиц, но в 1959 году Эмлен предложил ему заняться изучением экологии и поведения горных горилл в Центральной Африке и Шаллер охотно согласился. В 1962 году в Висконсинском университете Джордж защитил диссертацию на тему «The ecology and Behavior of the mountain gorilla» («Экология и поведение горной гориллы») и получил учёную степень доктора философии по специальности «Зоология». Во время учёбы в Висконсинском университете на него оказала влияние работа защитника природы Альдо Леопольда, с которым он не встречался лично, но знал его сына Старкера.
В 1962—1963 годах работал научным сотрудником Центра передовых исследований в области поведенческих наук Стэнфордского университета. В 1963 году была опубликована его первая книга «The Mountain Gorilla: Ecology and Behavior» («Горная горилла: экология и поведение»). В 1963—1966 годах Шаллер был научным сотрудником департамента патобиологии Университета Джонса Хопкинса. В 1964 году Шаллер издает научно-популярную книгу о своем исследовании горилл в Африке «The Year of the Gorilla» («Год под знаком гориллы»). В 1966 году он присоединился к Нью-Йоркскому зоологическому обществу (основанное в 1895 году, оно сейчас называется Общество охраны дикой природы) в качестве научного сотрудника и зоолога. Сотрудничество Джорджа Шаллера с Обществом длится до сих пор.
С 1966 по 1972 год Шаллер работал научным сотрудником Института исследований поведения животных Рокфеллеровского университета и Нью-Йоркского зоологического общества. С 1972 по 1979 год Шаллер был зоологом-исследователем и координатором Центр полевой биологии и охраны природы Нью-Йоркского зоологического общества. В 1979 году он стал директором Wildlife Conservation International, международной программы по сохранению дикой природы Нью-Йоркского зоологического общества, в 1988 году став её директором по науке и проработав на этой должности до 2001 года. В 1993 году Нью-Йоркское зоологическое общество изменило свое название на Общество охраны дикой природы. Шаллер продолжил свою работу в этой организации. С 2001 года он является вице-президентом по научной и исследовательской программе Общества охраны дикой природы.
Кроме того, Шаллер занимает должности Adjunct Associate Professor в Рокфеллеровском университете, Research Associate в Американском музее естественной истории и Adjunct Professor в Пекинском университете.
C 1970 по 2006 год Шаллер получил 12 грантов от Национального географического общества на свои исследования в разных странах.
В 2006 году с помощью Джорджа Шаллера была основана благотворительная организация «Panthera Corporation», занимающаяся сохранением 40 видов диких кошек и экосистем, в которых они обитают, по всему миру. Она разрабатывает и реализует глобальные стратегии сохранения наиболее уязвимых крупных кошек: тигра, льва, ягуара, гепарда, пумы, леопарда и снежного барса.
Всего Джордж Шаллер на протяжении 70 лет проводил полевые исследования в 32 странах Африки, Азии, Северной и Южной Америки. Он внёс вклад в создание более двадцати национальных парков и природных заповедников в этих странах.

## Исследования горных горилл

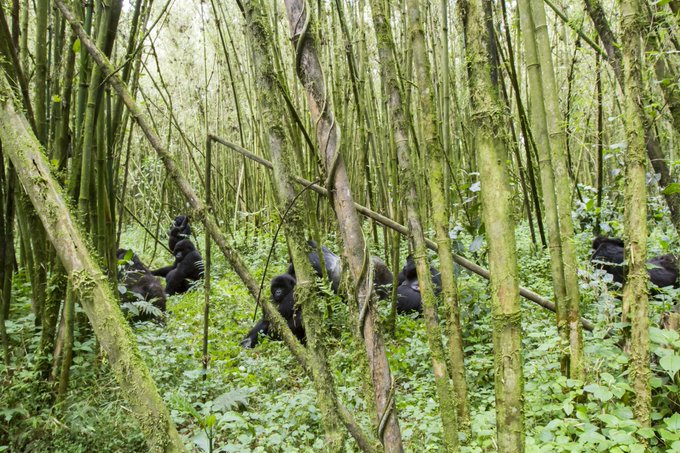
Семейная группа горных горилл в национальном парке Вирунга

В 1959 году во время учёбы в аспирантуре Висконсинского университета в Мадисоне профессор Джон Эмлен предложил Шаллеру присоединиться к нему в экспедиции по изучению горных горилл в горах Вирунга в Центральной Африке. В то время о жизни горилл в дикой природе было известно очень мало, в общественном сознании они имели образ агрессивных, свирепых и яростных животных. Этот образ, основанный лишь на рассказах охотников и первых европейских исследователей Африки, был широко распространен в художественной литературе и фильмах. Из собственного опыта общения с волками и медведями в Арктике Шаллер знал, что дикие животные редко нападают на людей, если их не спровоцировать. Он подозревал, что легенда о жестокой и враждебной горилле была скорее мифом, чем фактом. Хотя и раньше в пользу мирного характера горилл высказывались американские зоологи Карл Экли из Музея естественной истории в Нью-Йорке и Гарольд Бингхэм из лаборатории сравнительной психологии приматов Йельского университета. В 1929—1930 годах доктор Бингхэм осуществил специальную экспедицию к горным гориллам в Национальный парк Альберта (сейчас национальный парк Вирунга), в ходе которой он обследовал некоторые природные места обитания этих животных, смог обрисовать условия среды, жизнь этих крупных обезьян, некоторые пути их передвижения, состав группы и взаимоотношения в ней особей, строительство ночных гнезд. Однако многое из взаимоотношений (экологии) горилл с окружающей природой, например характер их социальности, миграций, суточного цикла, образа питания и строительства гнезд, оставалось далеко не выясненным. Шаллер получил грант от Национальной академии наук США на участие в этой экспедиции.
В 1959 году профессор Эмлен и 26-летний Шаллер вместе со своими женами отправились в район вулкана Вирунга, область, пересекаемую границами Уганды, Руанды и Демократической Республики Конго. После шести месяцев в дикой природе Эмлен и Шаллер нашли подходящее место для долгосрочного наблюдения за горными гориллами. Эмлены вернулись в Висконсин, а Шаллер и его жена остались. Чтобы провести первое интенсивное исследование горных горилл Джордж со своей женой Кей поселились в Карабе — седловине между Микено и Карисимби, двумя самыми высокими вулканами в горах Вирунга, где жили в 1959 и 1960 годах. В районе, где он работал, было 169 горилл. В течение следующего года они близко познакомились с гориллами, их истинной природой, которая была гораздо более мягкой, дружелюбной и более склонной к сотрудничеству, чем описывалось в распространённых до того времени рассказах. Джордж пешком обошел весь заповедник и все его восемь вулканов. Шаллер исследовал жизнь и условия обитания горных горилл более систематически и внимательно, чем предыдущие исследователи. Ему удалось подсмотреть повседневную и интимную жизнь горилл, рядом с группами которых он бывал много раз, даже на очень близком расстоянии, и наблюдал их в течение долгих часов. Несмотря на такой тесный контакт гориллы, как правило, вели себя совершенно естественно, занимаясь своим обычным времяпрепровождением со сменой еды и отдыха. Хотя изредка возникали и очень рискованные ситуации, когда ещё немного и наблюдатель, казалось, мог бы жестоко поплатиться за нежелательность его присутствия для этих очень крупных и мощных обезьян. По мнению советского приматолога и антрополога М. Ф. Нестурха, Шаллер за время этой экспедиции совершил научный подвиг. На примере своего общения с гориллами он доказал, что эти приматы, которых обычно считали опасными животными, нападающими на человека, оказались при ближайшем и продолжительном знакомстве миролюбивыми существами. Возможно, это благодаря их физической мощи, приводящей к фактическому отсутствию для них врагов среди других зверей.
Обычно эти крупные обезьяны живут группами от пяти до 27 особей под предводительством одного взрослого самца. Отношения между членами группы обычно нежные и ласковые. Позже Шаллер написал: «Никто, кто смотрит в глаза гориллы — умной, нежной, уязвимой — не может остаться прежним, потому как пропасть между обезьяной и человеком исчезает; мы знаем, что горилла все ещё живёт внутри нас». Шаллер сделал подробное описание, анализ и объяснение комплекса выражения эмоций самцов горилл, кульминационным моментом которого служат громкие удары ладонями в грудь. Он показал соответственные, но менее отчетливо выраженные комплексы выражения сходных эмоций у шимпанзе и орангутана. В результате этого в новом свете встали некоторые поступки шимпанзе, иногда шумно барабанящих по стволам и плоским корням деревьев. Шаллер объяснил «барабанный бой» самцов в грудь как предупреждающий сигнал, однако без объяснения остался при этом жест предварительного подбрасывания ими вверх веточек. Свои наблюдения Джордж проводил очень тщательно, он был настолько дотошен, что даже заметил, что большой процент горилл начинает бить себя в грудь левой рукой, а не правой. Он также определил 40 видов растений, которые выбирали гориллы (позже другим исследователем было установлено, что их около 130), они были разборчивы в еде, даже дрались за особенно редкие и желанные зеленые растения.
Кроме того, Джордж описал строительство гориллами ночных и дневных гнезд на деревьях или на земле. Он сумел подметить некоторые новые интересные подробности построения гнезд гориллами, которые на ночь делают их более тщательно на деревьях или на земле, а дневные — более просто и грубо. Совершенно новая черта заключалась ещё и в том, что горилла подчас делает лишь валик из растительных материалов, а укладывается посередине прямо на голую землю.
По мнению Шаллера, эти сильные антропоиды живут в условиях изобилия растительной пищи и, по существу, не имеют врагов среди других зверей. Нет у горилл и побудительных причин к дальнейшему развитию, они не используют камни для добывания пищи или защиты от врагов, а для общения между собой пользуются лишь двумя десятками различных звуков голоса. В этом отношении условия обитания горилл мало походят на природную среду, в которой формировались ближайшие предки человека вроде австралопитеков.
Когда Джордж и Кей Шаллер вернулись в Америку, его работу с гориллами продолжила при содействии Национального географического общества и Луиса Лики американская исследовательница Дайан Фосси, полевым руководством для которой послужили именно исследования Шаллера. Своими наблюдениями и изучением горилл Джордж Шаллер установил стандарт полевых исследований диких животных, которому впоследствии следовали многие зоологи.
Результаты своего исследования горных горилл Шаллер изложил в своей первой книге «The Mountain Gorilla: Ecology and Behavior», опубликованной в 1963 году. В ней он впервые описал насколько глубоко интеллектуальны и нежны гориллы на самом деле, вопреки тогдашним всеобщим убеждениям. В 1964 году свои двухлетние исследования Шаллер описал в книге «The Year of the Gorilla» («Год под знаком гориллы»), которая также даёт более широкий взгляд на историю усилий, предпринятых по спасению от вымирания одного из самых близких родственников человека.

## Исследования других диких животных

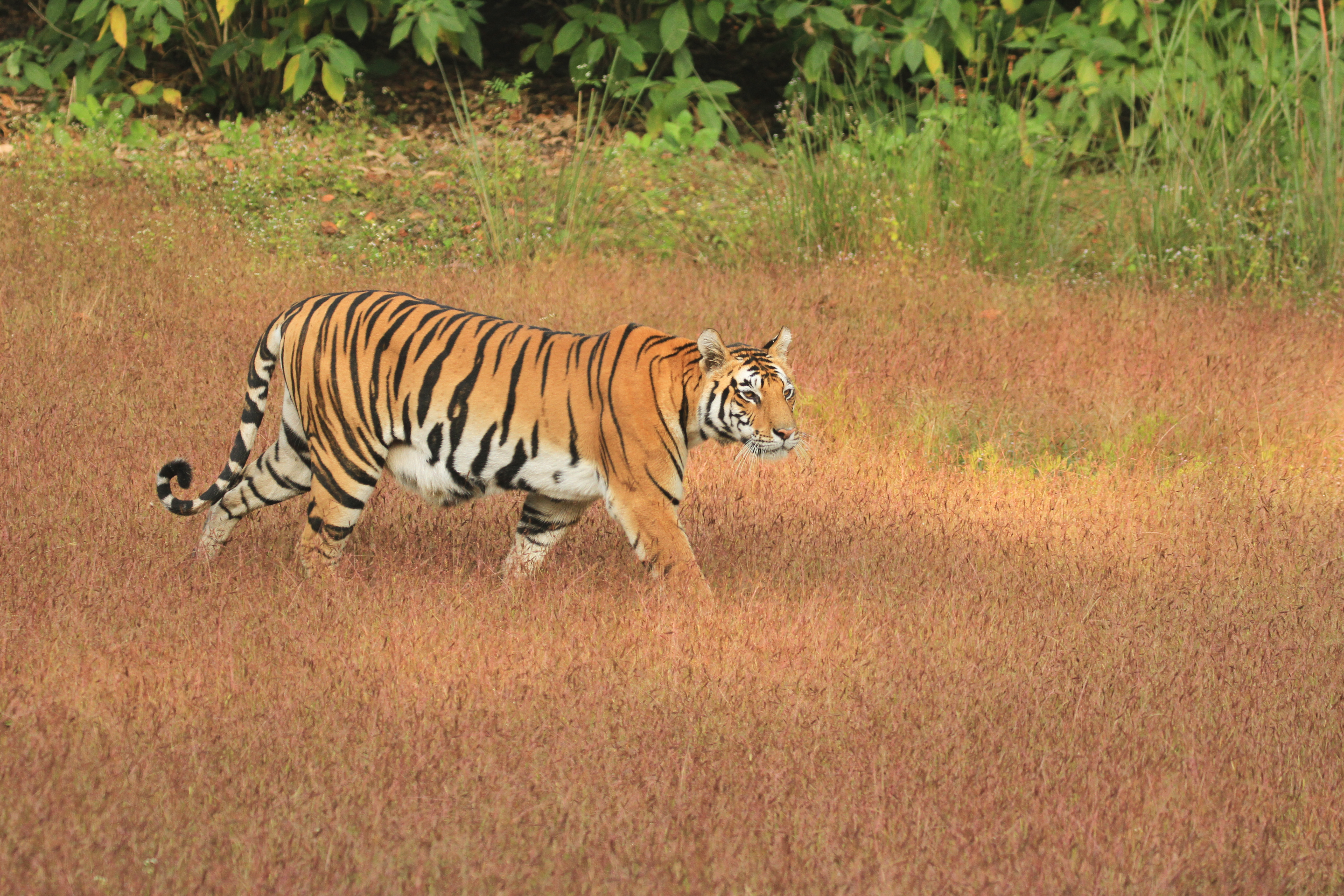
Бенгальский тигр в национальном парке Канха

### Бенгальский тигр
Работа Шаллера с горными гориллами привлекла внимание правительства Индии, которое пригласило его провести аналогичное исследование находящегося под угрозой исчезновения бенгальского тигра. В 1963—1965 годах Шаллер со своей семьей, женой Кей и их двумя сыновьями, жили в небольшом бунгало в лесу, в джунглях центральной Индии, в штате Мадхья-Прадеш, где он изучал дикую природу в национальном парке Канха. Здесь Шаллер и его жена снова решили жить в тесном контакте с животным, имеющим устрашающую репутацию. Шаллер всегда отказывался носить с собой огнестрельное оружие, несмотря на встречи с этим животным, поскольку он считал, что животные воспринимают человека, несущего оружие, как угрозу, тогда как люди, живущие поблизости и поддерживающие обычный распорядок дня, не беспокоя животных, могут постепенно заслужить их доверие. Джордж научился различать тигров по узорам их полос. Там, где он работал, было девять тигров и ему было достаточно просто посмотреть на их морду, чтобы понять, кто именно был перед ним. Свои наблюдения за дикими тиграми и их добычей в национальном парке Канха он описал в своих книгах «The Deer and the Tiger» («Олень и тигр») 1967 года и «The Tiger: Its Life in the Wild» («Тигр: его жизнь в дикой природе») 1969 года. Книга «The Deer and the Tiger» представляет собой его подробный отчет об экологии и поведении бенгальских тигров и четырёх видов копытных млекопитающих, на которых они охотятся.

### Лев
С 1966 по 1969 год Джордж Шаллер и его семья жили в национальном парке Серенгети в Танзании в Восточной Африке, где он первым изучал перемещения и социальное поведение львов и других крупных кошек и влияние этих хищников на стада антилоп гну, зебр и газелей. Работа Джорджа показала, что хищники не представляют угрозы для экосистемы, что на самом деле они полезны для неё. Свои выводы он опубликовал в книгах 1972 года «Serengeti: A Kingdom of Predators» («Серенгети: королевство хищников») и «The Serengeti Lion: A Study of Predator-Prey Relations» («Лев Серенгети: исследование отношений хищник-жертва»). Вторая книга в 1973 году получила Национальную книжную премию в области науки. Львам посвящены также его книги «Golden Shadows, Flying Hooves» («Золотые тени, летящие копыта») 1974 года и «Wonders of Lions» («Чудеса львов») 1977 года, написанные им в соавторстве с его женой Кей.

### Снежный барс и голубой баран
В сентябре 1973 года Шаллеры переехали в очень удалённый и труднодоступный регион Долпо на западе Непала, где он провел новаторские исследования животных Гималаев — редких горных козлов и баранов. Первоначальная цель Шаллера состояла в том, чтобы сравнить брачное поведение гималайского голубого барана с таковым у североамериканских горных баранов. Другой целью было обнаружить охотящегося на голубого барана снежного барса, животное, которое мало кому удавалось наблюдать в дикой природе. Джордж Шаллер стал одним из первых в 20 веке западных исследователей, кому удалось увидеть в дикой природе снежного барса. За предыдущие двадцать пять лет только двое западных исследователей видели гималайского снежного барса и одним из них был сам Шаллер. Одна из основных трудностей этой экспедиции состояла в том, что исследования должны были проводится осенью, когда у горных баранов происходит гон и их легко заметить, но когда высокие перевалы в некоторых местах становятся опасными и, возможно, непреодолимыми. Это путешествие и исследования Шаллер описал в 1977 году в книге «Mountain Monarchs: Wild Sheep and Goats of the Himalayas» («Горные монархи: дикие бараны и козлы Гималаев»).

### Ягуар
1977—1980 годы Шаллер провел в Пантанале в штате Мату-Гросу на юго-западе Бразилии, где среди обширных, крупнейших в мире, болот изучал ягуаров, кайманов и капибар, самых крупных в мире грызунов. Целью исследований Шаллера было изучение распространения и экологии ягуара в этом регионе. Когда в конце 1970-х годов Шаллер завершил свои пионерские исследования этого животного, Общество охраны дикой природы начало работу по его изучению и сохранению.

### Большая панда
В 1980 году правительство Китая пригласило Всемирный фонд дикой природы изучить находящуюся под угрозой исчезновения большую панду в её естественной среде обитания. В то время сокращение численности этого животного объяснялось естественным периодическим уменьшением количества его основного корма — бамбука. К проведению этой работы Фонд привлек Джорджа Шаллера. Следующие два года Шаллеры провели в заповеднике Волун в провинции Сычуань в Китае, одном из последних естественных прибежищ большой панды, где они круглый год жили в палатке посреди леса. Шаллер стал первым иностранцем, которому разрешили изучать панду в её родной среде обитания. По окончании этой работы Шаллеры вернулись в Нью-Йорк, однако уже через восемь месяцев снова вернулись в Китай ещё на два года, чтобы исследовать другие оставшиеся места обитания панды. В ходе своих исследований Шаллер установил, что настоящей причиной сокращения численности панды были охота и частые случаи отлова в природе этого популярного и дорогостоящего животного. В результате он инициировал кампанию по сохранению популяции панд в дикой природе. Кроме того, Шаллер также обнаружил доказательства того, что панды изначально были хищниками, но после эволюционных изменений приспособились к рациону из трудноперевариваемых листьев бамбука. А для избежания лишних затрат энергии у панды увеличилось тело. Это было первое подробное исследование больших панд. Свои исследования Шаллер проводил в тесном сотрудничестве со своими китайскими коллегами, главным среди которых был профессор Ху Цзиньчу (1929—2023) из Китайского западного педагогического университета, основатель экологических и биологических исследований больших панд в Китае. Их совместная работа включала в том числе изучение перемещений больших панд с использованием радиотелеметрии, для чего этих животных обездвиживали с помощью седативных препаратов и надевали им ошейники с радиопередатчиками, а затем регистрировали их местоположение с помощью радиотриангуляции. Работа Шаллера в Китае продолжалась с 1980 по 1985 год. Его книга 1985 года «The Giant Pandas of Wolong» («Большие панды Волуна») помогла предупредить мир об угрозе вымирания, с которой столкнулся этот вид. В книге 1993 года «The Last Panda» («Последняя панда») он использовал знания, полученные им за четыре с половиной года в лесах заповедников панд Волун и Танцзяхэ (англ. Tangjiahe National Nature Reserve), чтобы задокументировать тяжелое положение этих животных и пробудить человеческое сострадание, которое было срочно необходимо для их спасения. Усилия Шаллера привели к усилению защиты панд в Китае. С тех пор как он начал свою работу, популяция панд в дикой природе увеличилась на 45 процентов.

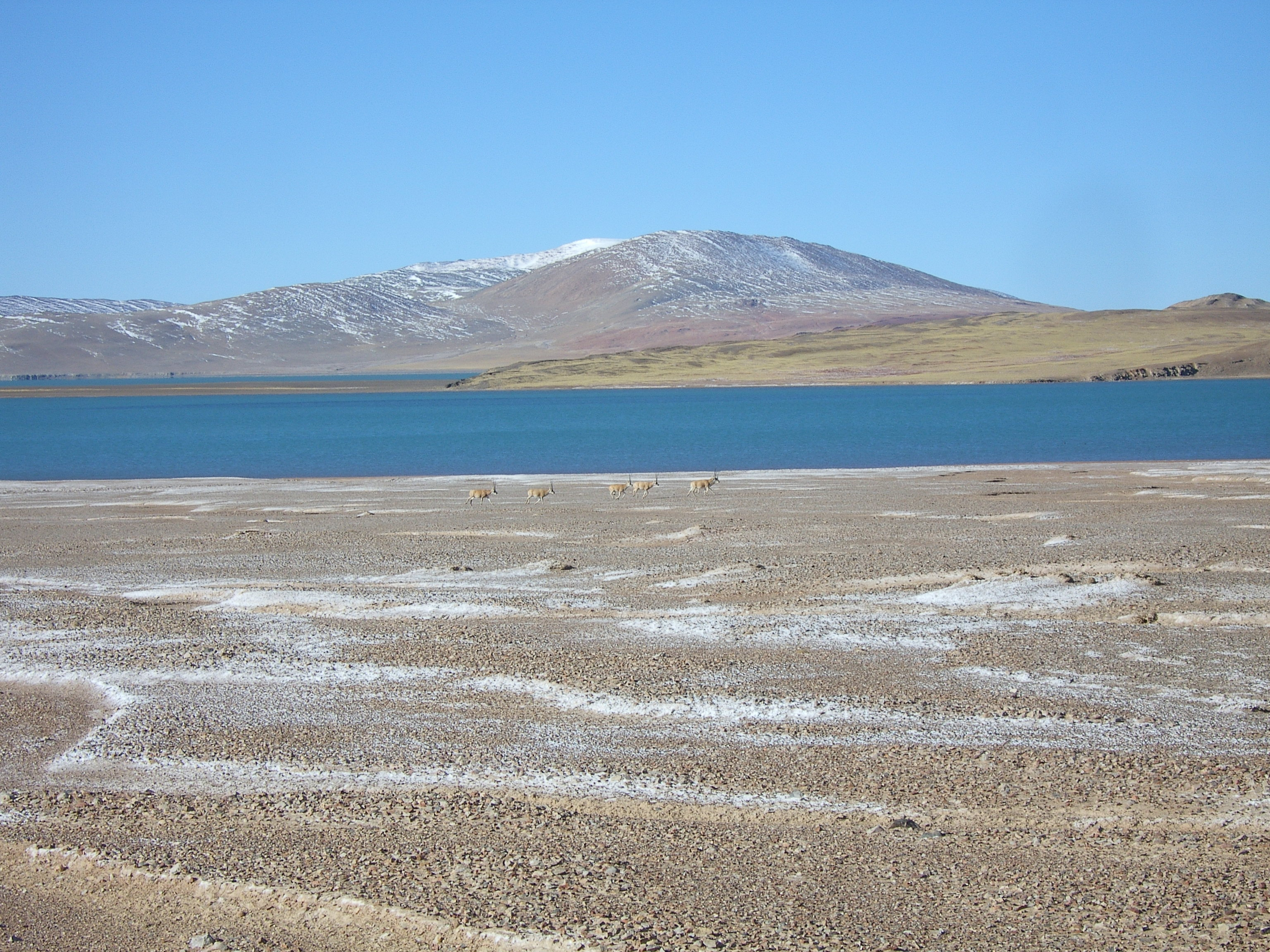
Группа оронго в заповеднике Чангтан

### Оронго
В 1988 году Шаллер с женой снова отправились в Китай, на этот раз на Тибет, на высокогорное плато Чангтан, находящееся в основном на высотах свыше 4500 м, для изучения редкой тибетской антилопы оронго, почти истребленной из-за её ценной шерсти, из которой изготавливают дорогие шали, диких яков, тибетских куланов киангов и других животных. Шаллер стал первым западным исследователем, которому разрешили посетить этот удалённый и безлюдный регион. В целом, изучению животных Чангтана он посвятил два десятка лет. К 2011 году он совершил двадцать шесть поездок в Чангтан, проведя там в общей сложности около сорока одного месяца. Приезжал он туда в том числе и зимой. В это время ему приходилось жить в палатке, в которой ночью температура опускалась до 35 градусов ниже нуля.

### Яванский носорог
В феврале и марте 1989 года Шаллер проводил исследования на юге Вьетнама в поисках яванского носорога, чья численность из-за браконьерства и уничтожения в результате военных действий сократилась в этой стране до, возможно, менее 10 особей. В результате он пришел к выводу, что на исследованной им территории, немного севернее биосферного заповедника Нам-Кат-Тьен (в настоящее время являющегося частью национального парка Донгнай), ещё сохранилось 10—15 носорогов. В результате исследований Шаллера правительство Вьетнама создало Группу по сохранению носорогов, а заповедник Нам-Кат-Тиен, занимавший в то время 365 км², было запланировано расширить на север, чтобы включить места обитания обнаруженной им популяции.

### Животные Монголии
С 1989 по 2018 год Джордж Шаллер совершил ряд поездок в Монголию, где в сотрудничестве с монгольскими и американскими учеными изучал диких животных этой страны. Он был одним из первых западных ученых, которым было разрешено изучать и оценивать охранный статус многочисленных уникальных местных видов диких животных Монголии. Он и его местные коллеги изучали множество редких животных Монголии, включая снежного барса, гобийского бурого медведя, дикого двугорбого верблюда, архара и сибирского горного козла, а также огромные стада антилоп дзеренов. Среди прочего здесь Шаллер изучал перемещения снежного барса, для чего на шею обездвиженного с помощью седативных препаратов животного надевался ошейник с радиопередатчиком.

### Памирский горный баран
В 2003 и 2004 годах Шаллер проводил экспедиции на Памире в Таджикистане и в Ваханских горах на северо-востоке Афганистана в поисках памирского горного барана с целью охраны его и его среды обитания.

### Гепард
Шаллер не менее пяти раз приезжал в Иран, где остались последние азиатские гепарды (их осталось всего около 30—40 особей), чтобы работать с местными чиновниками по охране дикой природы и защищать этих животных.

### Птицы
Кроме крупных млекопитающих Шаллер изучал также и птиц. Летом 1962 года на озере Йеллоустон в одноимённом национальном парке он изучал брачное поведение американского белого пеликана.

### Открытие новых видов
При участии Джорджа Шаллера были открыты два новых для науки вида животных — один вид млекопитающих и один вид ящериц. В январе 1994 года в вечнозелёном лесу в Аннамских горах на границе Лаоса и Вьетнама группой исследователей, среди которых был Шаллер, впервые был обнаружен гигантский мунтжак, вид некрупных оленей. В 1996 году в журнале Американского общества маммологов «Journal of Mammalogy» он представил первое подробное научное описание этого нового вида. Во время той же экспедиции 1994 года Шаллер впервые обнаружил в Лаосе открытую только в 1992 году во Вьетнаме саолу, небольшое похожее на антилопу копытное млекопитающее. В январе 1995 года ему там же удалось обнаружить доказательства существования дикой свиньи Sus bucculentus (в настоящее время считается индокитайской популяцией дикого кабана), которую со времени её описания более ста лет назад больше ни разу не видели и существование которой было под сомнением. А в октябре 1995 года теперь уже на юге Тибета он обнаружил небольшую популяцию (около 200 особей) оленей Cervus canadensis wallichi (сейчас считается подвидом оленя вапити), которых почти сорок лет до этого не видели в дикой природе и также считали уже вероятно вымершими.
Во время своих экспедиций Шаллер помимо изучения крупных животных также собирал различных мелких позвоночных и беспозвоночных, которых затем передавал разным научным учреждениям, а также множество разных растений для Нью-Йоркского ботанического сада. По собранным им экземплярам был, в частности, описан один новый, ранее не известный науке вид ящериц.

## Природоохранная деятельность
В каждой стране, в которой работал Шаллер, он привлекал местных ученых и волонтеров к сохранению местных животных и их среды обитания. В 2007 году он помог возглавить многонациональные усилия, координируя действия с правительствами Пакистана, Афганистана, Таджикистана и Китая, по созданию на Памире, где соприкасаются границы этих стран, международного Парка мира площадью 51 800 квадратных километров для сохранения среды обитания памирского горного барана, самого крупного в мире подвида диких баранов, чьи спирально закрученные рога могут достигать 1,5—1,8 м в длину. Его усилия также привели к созданию заповедников дикой природы в Амазонии и Пантанале в Бразилии, регионе Гиндукуш в Пакистане, горных лесах в Юго-Восточной Азии, в Непале, Арктического национального заповедника дикой природы на Аляске, а также заповедника Чангтан на севере Тибета площадью 334 000 квадратных километров (299 144 квадратных километров) — второго по величине в мире. В 1974 году Шаллер после полевых исследований на южном склоне Ваханских гор на самой крайней северной оконечности Пакистана наметил границы будущей охраняемой природной территории и убедил тогдашнего президента этой страны Зульфикара Али Бхутто создать там национальный парк для защиты памирских горных баранов, которые в Пакистане встречаются только в этом месте, а также снежных барсов, голубых баранов и других животных. Уже в следующем году эта территория была официально объявлена национальным парком Хунджераб, площадь которого составляет почти 2300 квадратных километров. В целом исследовательская работа Шаллера сыграла важную роль в создании для сохранения исчезающих видов более 20 охраняемых территорий (национальных парков и заповедников) по всему миру. Общая площадь территорий дикой природы, которые с его помощью стали охраняемыми, по его собственным подсчётам, составляет около 400 тысяч квадратных километров. При этом Джордж Шаллер использовал особую стратегию защиты наиболее значительных территорий дикой природы мира: сосредоточиться на самых захватывающих видах экосистемы, которые вызывают у людей много положительных эмоций, таких как тигр, ягуар, снежный барс или панда — «харизматичной мегафауне» — и позволить этим животным собирать пожертвования и другую поддержку, которая позволит сохранять их места обитания (а этим крупным животным необходимы достаточно обширные территории), а заодно защитить и всю экосистему в целом, множество других, мелких видов животных и растений, не интересных большинству людей. Например, при создании Парка мира на Памире Шаллер сосредоточил своё внимание на памирском горном баране, как на самом заметном животном этого региона.

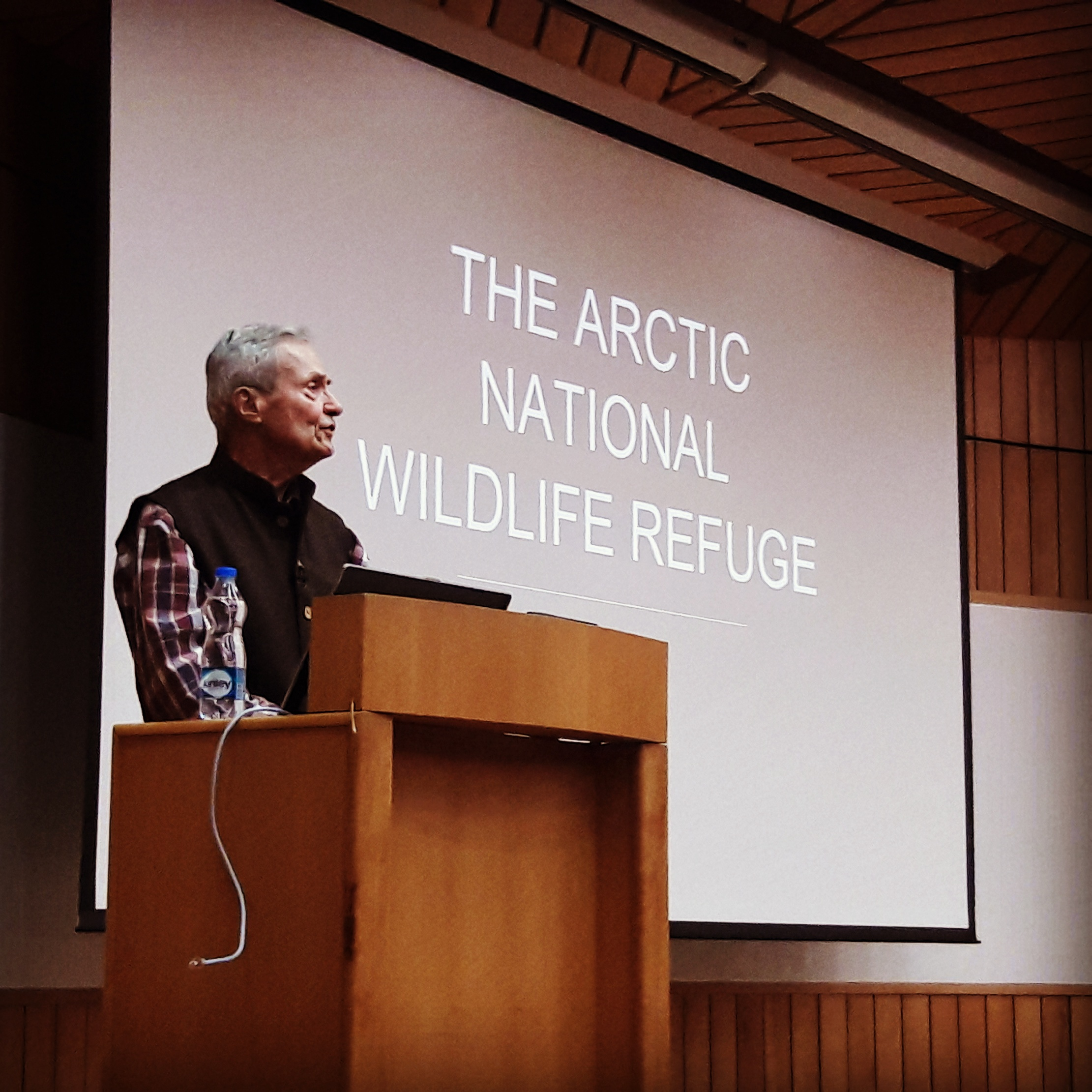
Джордж Шаллер проводит лекцию в Национальном центре биологических наук в Бангалоре в Индии, 27 января 2017 года.

В борьбе за сохранение диких животных Шаллер использовал также и финансовый аргумент. Например, в 2002—2003 годах Шаллер работал в Таджикистане, уговаривая чиновников и туроператоров делиться сборами с иностранных охотников за трофеями с местными скотоводами. В Таджикистан приезжает много иностранных охотников, которые платят по 25 000 долларов, чтобы добыть желанный трофей — крупного самца памирского горного барана с большими рогами. Но местные общины ничего не получают. А ведь именно от выгоды для местных жителей, которые являются основными охотниками на этих животных, зависит, будут ли они заботиться об их сохранении. Хотя Шаллер, естественно, не является поклонником трофейной охоты, он подходит к этому вопросу прагматично. Если контролируемая охота и туризм могут принести доход местным жителям, это может стать для них стимулом защитить памирского горного барана от постепенного вымирания. Он убежден, что сохранение диких животных зависит от желания местных жителей, которых необходимо привлекать к участию, чтобы они были заинтересованы в результате.
В 2003 году Шаллер снова вернулся в Чантан и увидел изменения, произошедшие в дикой природе со времени его первого визита в этот регион. Самым важным было то, что популяция диких яков, которая ранее насчитывала всего 13 особей, выросла до более чем 187. «Департамент лесного хозяйства Тибета, очевидно, провел успешные мероприятия в сфере защиты дикой природы» — написал Шаллер в письме Всемирному фонду дикой природы. Кроме того, в Тибете Шаллер также изучал редких копытных оронго, численность которых сократилась вследствие охоты на них из-за их экзотической шерсти. Работая с тибетскими властями и Фондом Лиз Клэйборн и Арта Ортенберга, Шаллер помог защитить места размножения оронго в горах Куньлунь автономного района Синьцзян.
В 2007 году Шаллер работал в Пакистане, Афганистане, Таджикистане и Китае над созданием нового заповедника под названием «Парк Мира», который позволил бы защитить 32 000 км² ареала памирских горных баранов (Ovis ammon polii). Их внушительные спиральнозакрученные рога, которые могут достигать до 1,8 м в длину, делали их хорошим трофеем для охотников со всего мира. Научная работа Шаллера в горах Памира будет играть важную роль в создании этого парка.

## Результаты природоохранной деятельности
За более чем пять десятилетий полевые исследования Шаллера помогли защитить различные виды диких животных по всему миру. Работа Шаллера по охране природы помогла сделать заповедными значительные по размерам территории в бассейне Амазонки в Бразилии, в Гиндукуше в Пакистане, и в лесах в Юго-Восточной Азии. Благодаря в том числе работе Шаллера по всему миру было создано более 20 заповедников и национальных парков, в том числе Арктический национальный заповедник на Аляске, национальный парк Шей-Пхоксундо в Непале и Национальный заповедник Чантан в Китае, одна из наиболее значимых охраняемых территорий в мире. Охватывая 334 000 км² заповедник Чантан в три раза больше самого крупного американского заповедника и был назван одной из самых масштабных попыток остановить уничтожение природных экосистем. В 1984 году, опираясь на полевые исследования Шаллера, правительство Непала создало национальный парк Шей-Пхоксундо, крупнейший в настоящее время национальный парк этой страны площадью 3 555 км², включающий в том числе регион Долпо, в котором проводил свои исследования Джордж.

## Публикации
Джордж Шаллер написал более двадцати книг — семь научных и одиннадцать-двенадцать научно-популярных, а также пять детских книг. Вместе с Кей они написали детские книги о львах, тиграх и о тибетской собаке. По его собственному признанию, ему нравилось писать популярные книги. Его первой научной книгой была «The Mountain Gorilla: Ecology and Behavior», изданная в 1963 году, а научно-популярной — «The Year of the Gorilla», вышедшая в 1964 году. «Я понял, что написание научной книги полезно для получения ещё одного гранта», — как-то сказал он, — «но популярная книга достигает публики».
Шаллер написал более пятнадцати книг об африканских и азиатских млекопитающих, основанных на его собственных исследованиях и длительных наблюдениях за животными в их естественной среде обитания. Шаллер также написал сотни статей в журналах и десятки книг и научных статей о тиграх, ягуарах, гепардах и леопардах, а также диких баранах и козлах и носорогах.

## Признание и награды
Во всем мире Джордж Шаллер многими признан выдающимся полевым исследователем и самым влиятельным в мире натуралистом, многие считают его основателем современной полевой биологии. В 2008 году Шаллер был награждён престижной премией Индианаполиса за свою работу в области сохранения животных, а также был награждён премией Национального географического общества за достижения всей жизни. В июне 2015 года Шаллер был награждён высшей наградой Национального географического общества — медалью Хаббарда — за его пожизненную приверженность сохранению дикой природы мира. Шаллер является почётным вице-президентом благотворительной организации «Panthera Corporation» и старшим специалистом по охране природы в Обществе охраны дикой природы. Он получил премию Lifetime Achievement Award Национального географического общества, Золотую медаль Всемирного фонда дикой природы, Международную премию «Космос» и премию Тайлера за достижения в области охраны окружающей среды. Шаллер получил почётную премию Lifetime Achievement National Geographic и стипендию Гуггенхайма, Золотую медаль Всемирного фонда дикой природы за «вклад в понимание и сохранение находящихся под угрозой исчезновения видов». Литературные награды Шаллера включают Национальную книжную премию США в области науки (за книгу «The Serengeti Lion» 1973 года). В 1988 году Шаллер получил премию «Золотая пластина» Американской академии достижений. А в сентябре 2008 года он получил в Индианаполисе премию за свою работу в области охраны животного мира.
- 1985 — National Conservation Achievement Award, National Wildlife Federation;
- 1995 — UNEP Global 500 Roll of Honor;
- 1996 — International Cosmos Prize, международная японская научная премия[22];
- 1997 — Премия Тайлера за достижения в охране окружающей среды[59];
- 2005 — American Society of Mammalogists — Aldo Leopold Conservation Award;
- 2006 — National Geographic Society Adventure Magazine — Lifetime Achievement Award[60];
- 2007 — International Wildlife Film Festival — Lifetime Achievement Award;
- 2007 — Rabinowitz-Kaplan Prize — Lifetime Achievement in Wild Cat Conservation;
- 2008 — Indianapolis Prize;
- 2008 — China Environmental Protection Foundation — Baogang Environment Prize;
- 2009 — North American Nature Photography Association — Lifetime Achievement Award;
- 2011 — Sanctuary Asia Wildlife Awards — Lifetime Service Award[61];
- 2015 — Медаль Хаббарда «за свою непоколебимую приверженность благополучию наиболее исчезающих видов в мире»[60].

В 2017 году в честь Джорджа Шаллера был назван новый вид скорпионов Liocheles schalleri из восточной Индии «за его вклад в сохранение дикой природы».
В 2021 году в его честь назвали новый, обнаруженный также в Индии, вид ящериц-гекконов Cnemaspis schalleri «за его вклад в сохранение дикой природы, полевые исследования и науку». Авторы нового таксона также отметили, что «Доктор Шаллер работал в самых разных ландшафтах, но его ранняя работа была на лугах Канхи в Мадхья-Прадеш, Индия, и он продолжает работать с крупными млекопитающими на Индийском субконтиненте».
В 2002 году швейцарская компания «Rolex» выпустила рекламу своих часов с изображением Джорджа Шаллера.

## Личные качества
По словам самого Джорджа Шаллера, его интерес к дикой природе возник рано, он сам не знает, когда именно, потому что это единственное, чем он когда-либо интересовался. Природа ему всегда была очень интересна, она всегда удивляла его. «Мне нравится бывать на природе. Любовь к животным и любовь к природе — это главное. Вы должны быть эмоционально вовлечены в то, что вы делаете». «Мое отвращение к городской жизни, толпам, шуму и публичному вниманию в сочетании с суровым детством в Европе, возможно, предрасполагало меня к путешествиям в отдаленные места, где суровость может быть такой, что порой приходится довольствоваться простым выживанием. Так или иначе, мне нравится бродить по дикой местности или тихо сидеть, наблюдая за животным в его мире, столь отличном от моего. Натуралист в основном бродит и наблюдает. Это то, что я любил делать с тех пор, как я себя помню.»
Американский журналист и корреспондент журнала «National Geographic» Скотт Уоллес, побывавший вместе с Шаллером в 2006 году в экспедиции в Ваханских горах на северо-востоке Афганистана, где учёный искал памирских горных баранов, описывал 73-летнего Джорджа как высокого и стройного, с глубоко посаженными карими глазами и небольшим ястребиным носом. Его седые волосы всегда были аккуратно расчесаны и даже посреди дикой природы Шаллер каждое утро был чисто выбрит. Он вставал около половины пятого утра, завтракал чаем и чапати, после чего направлялся вверх по долине, чтобы когда взойдет солнце уже быть на месте для проведения своих дневных наблюдений за животными. Больше недели они проходили пешком по восемь часов в день на высоте более 4267 метров и Шаллер, казалось, никогда не уставал. Вообще же Шаллер на тот момент планировал в течение следующих двух месяцев обследовать пешком около 805 километров региона Вахан. Шаллер не боялся оставаться один среди дикой природы, он часто рано утром, забросив за спину рюкзак, уходил в одиночку в горы и целый день проводил там один, наедине с природой, наблюдая за дикими животными. Вообще, по признанию Джорджа, больше всего ему нравится записывать повседневную жизнь животных, тихо наблюдая за ними или даже просто изучая следы, места кормления и другие артефакты их пребывания. В то же время, эта экспедиция была ещё и опасной, потому что Афганистан в то время был охвачен вооруженным конфликтом, тем не менее это нисколько не останавливало ученого. «Если вы будете ждать, пока мир затихнет, — говорил он, — вы в конечном итоге останетесь дома».
Находясь среди дикой природы Шаллеру нравилось представлять себя путешественником девятнадцатого века, времен Дарвина, Гумбольдта и Уоллеса. «Я не современный полевой биолог, преданный технологиям и статистике, а натуралист девятнадцатого века, который карандашом и бумагой подробно описывает природу, — писал он о себе, — хотя и с небольшим желанием собирать образцы, как это было в моде тогда; вместо этого я стремлюсь наблюдать за видами и защищать их». Ему доставляло удовольствие пересекать Тибетское нагорье с верблюжьим караваном, «одиноким и затерянным между землей и небом», или следовать за вереницей носильщиков «через таинственную тишину тропического леса». «Мне гораздо приятнее находиться в отдаленной местности, медленно путешествуя пешком или в караване. Вы смотрите вокруг, видите окружающее, чувствуете запахи», — говорил он о себе. Вообще в своих экспедициях Джордж очень много ходил пешком. Некоторые его знакомые считали, что сильные ноги так важны для его работы высоко в горах, что он не катался на лыжах и не играл в жесткие виды спорта, боясь, что может их повредить.
Шаллер никогда не стремился покорять горные вершины, но когда в 1954 году на Аляску приехал австрийский альпинист Генрих Харрер, Джордж сопровождал его в первом восхождении на гору Драм, высотой 3660 м, в горах Врангеля. Позже он поднимался в Африке на горы Високе, Микено и другие вулканы Вирунга, а также на Килиманджаро в Танзании. В Монголии при изучении снежных барсов он регулярно поднимался на отдельные вершины в Алтайских горах, чтобы пеленговать и снимать показания надетых на этих животных радиоошейников (хотя это не было связано с целенаправленным восхождением на горную вершину).
В экспедициях он обычно избегал находится в больших коллективах учёных. Помимо жены Кей и своих сыновей, он предпочитал, чтобы рядом с ним находилось небольшое количество ему подобных. Во время своих многочисленных путешествий Шаллеру с одной стороны доводилось проводить дни и ночи в походах вверх и вниз по продуваемым ветрами зимним долинам, чтобы проверять ловушки, с другой — подолгу жить в иностранных гостиничных номерах в ожидании разрешений на поездку.
Шаллер никогда не путешествовал с огнестрельным оружием. По его мнению, животные знают, когда человек им угрожает, а когда не хочет причинить вреда. Его коллеги рассказывали истории о том, как Шаллер отгонял львов от туши зебры, просто хлопая в ладоши. За десятилетия изучения разных животных, в том числе крупных хищников, ни одно из них ни разу не причинило ему вреда.
Джордж всегда любил держать у себя диких животных в качестве домашних питомцев: ещё во время учёбы в университете у него был ручной ворон (благодаря которому его заметила среди других студентов его будущая жена Кей), во время экспедиции в Пантанале он держал ручного белогубого пекари, держал яка, а в Африке — бородавочника, которого он купал вместе со своими детьми и позволял ему спать в своей постели. В 1968 году в Серенгети он держал львёнка, которого нашел в близком к смерти состоянии и выходил и с которым потом играли его дети.
К своим достижениям учёный всегда относился очень скромно, его сыновья не осознавали его известности, пока их преподаватели в колледже не спросили, связаны ли они с Джорджем Шаллером.

## Взгляды

### О роли полевой биологии
По мнению Джорджа Шаллера, сейчас в университетах стали все меньше и меньше преподавать естествознание, частью которого является полевая биология. В университетах отказываются от него, полагая, что уже все известно. Но, как считает Шаллер, мы пока ничего не знаем. Существует около полутора миллионов имеющих научные названия и классифицированных видов. Но всего, по его мнению, существует, вероятно, минимум 50 миллионов видов. И ничего не известно об их взаимодействии. Шаллер сомневается, что когда-либо станет действительно известно, как взаимодействуют, например, все виды в тропическом лесу. Неизвестно также, приведет ли исчезновение некоторых видов к каскаду вымираний. Ясно только, что с потерей видов экосистемы не будут функционировать так, как они функционировали раньше. Важным аспектом в работе полевых биологов является также привлечение к сохранению природы общественности, для чего, по его мнению, необходимо достучаться до эмоций людей.

### Об охране природы
«В деле сохранения природы побед не бывает. Если вы хотите спасти вид или среду обитания, это вечная борьба. Вы никогда не сможете расслабиться». «Если вы верите во что-то прекрасное, что стоит сохранить для будущих поколений, вы должны продолжать бороться». «Меня иногда спрашивают, почему, учитывая, что мир всё больше уничтожается, я просто не сдамся, отягощенный пессимизмом. Но сохранение природы — это моя жизнь, я должен сохранять надежду».
Шаллер считает, что не только биологи и другие специалисты, профессионально занимающиеся защитой окружающей среды, должны охранять природу. Каждый должен участвовать, либо напрямую в охране природы, либо жертвуя средства, становясь юристом по охране окружающей среды или работая над тем, чтобы корпорации, на которые работают много людей, не разрушали окружающую среду. «Мы все вовлечены, — говорит Шаллер, — каждый из нас оказывает влияние на окружающую среду каждым своим действием. Правительства штатов, федеральные правительства, корпорации, местные группы по защите природы — на каждом уровне общества мы должны взять на себя ответственность». Кроме того, он сомневается, что среднестатистический житель запада, у которого множество материальных вещей по сравнению с большинством населения мира, сейчас счастливее, чем были люди столетие назад, когда у них не было так много гаджетов. По его мнению, «есть несколько вещей, таких как антибиотики, которые оказали огромное влияние. Но на самом деле нам не нужны все эти материальные вещи. Отходы ужасны. Можно сократить потребление и при этом сохранить высокий уровень жизни». «Люди — единственный вид, без которого мир мог бы прекрасно обойтись».

### О снежном человеке
По словам самого Джорджа Шаллера, за все семь десятилетий, проведённых им среди дикой природы в разных очень удалённых уголках мира, он ни разу не видел снежного человека. Основываясь на своих многолетних наблюдениях за животными в дикой природе, он считает, что такой крупный примат должен питаться в основном растительной пищей, лишь изредка имея возможность поедать мясо. А значит он должен оставлять достаточно много экскрементов, которых, тем не менее, до сих пор обнаружено не было. Вообще его беспокоит, что ни разу не были обнаружены останки либо фекалии снежного человека, позволившие бы сделать анализ его ДНК, нет также положительных окончательных результатов анализа ДНК многочисленных волос, приписываемых этому существу. Тем не менее, Шаллер считает, что сообщения о неизвестном крупном человекообразном примате нельзя полностью отвергать без тщательного научного изучения, просто принимая их за чей-либо вымысел или народный фольклор. Он не одобряет мнение других учёных, которые, не изучив возможных доказательств его существования, утверждают, что снежный человек — это мистификация или миф. Шаллер считает, что в отдаленных лесах все ещё могут обитать неизвестные науке крупные животные (пример тому — обнаруженная только в 1992 году в горных лесах Юго-Восточной Азии 100-килограммовая антилопа саола). На протяжении многих лет было много наблюдений существ, похожих на снежного человека, и приписываемых ему следов, среди которых, по его мнению, есть достаточно убедительные, в частности некоторые следы, найденные в восточных Гималаях «очень похожи на следы горной гориллы». Самым убедительным, на его взгляд, по состоянию на 2006 год был сделанный в 2000 году в горном лесу на западном склоне Каскадных гор слепок, на котором виден отчётливый отпечаток ног и нижней части тела какого-то крупного животного. И это животное, по мнению Шаллера, не было лосем, как заключили некоторые другие, изучившие этот слепок исследователи. Он считает, что даже если отбросить 95 процентов свидетельств, приписываемых снежному человеку, как принадлежащие другим животным или подлог, то для остальных должно существовать какое-то объяснение. По мнению Шаллера, к этому вопросу необходим абсолютно непредвзятый подход. Кроме того, Джордж отмечает, что до сих пор не было проведено по-настоящему тщательных поисков снежного человека. Все проводившиеся поиски имели характер непродолжительных экспедиций и случайных вылазок, в то время как для хорошего полевого исследования вида необходимы месяцы и годы работы и жизни в дикой природе, в течение которых должны производится изучение следов и наблюдение за затененными лесными тропами в надежде на обнаружение этого очень скрытного существа.

### О путешествиях
Несмотря на то, что Шаллер большую часть жизни провел в экспедициях, путешествия как таковые, по его собственному признанию, ему не интересны: «Меня не интересует часть моей работы, связанная с путешествиями. Это утомительно. Я предпочитаю просто быть там. Само путешествие затрудняет поддержание умственной и физической формы. Опять же, само путешествие не доставляет удовольствия. Мне также не нравятся „приключения“. Если вы находитесь в том, что называют приключением, это значит, что вы где-то ошиблись! Мне нравится, когда всё точно и организованно». «Понятие „приключение“ включает в себя всякие трудности и происшествия, которые обычно возникают в результате плохого планирования и небрежности». Исследования дикой природы часто романтизируют, но в них много тяжелой работы и дискомфорта, требующего огромной дисциплины, чтобы внимательно наблюдать за животными в течение многих дней и часов.
Своими любимыми местами дикой природы Шаллер считает Серенгети и Гималаи.

## Семья
Джордж Шаллер был женат на Кей Сьюзенн Шаллер (до замужества Морган, англ. Kay Suzanne Morgan). Она родилась 6 января 1930 года в городе Эванстон штата Иллинойс, США, и была младшей из трех детей Уэйна и Маргерит Морган (англ. Wayne and Margarite Morgan). В детстве её семья переехала в Калифорнию, а оттуда, когда ей было десять лет, на Аляску. Она изучала антропологию в Университете Аляски в Фэрбенксе, где в 1952 году познакомилась со своим однокурсником, начинающим полевым биологом Джорджем Шаллером. В 1954 году Кей окончила университет, а 26 августа 1957 года они поженились. Два года спустя, в 1959 году, Джордж и Кей отправились в Центральную Африку по гранту Общества охраны дикой природы, чтобы провести новаторское исследование поведения горных горилл. Вместе они прожили полную приключений жизнь, живя в Конго, а затем воспитывая детей в Индии, Танзании и Пакистане. Даже после того, как они официально обосновались в городе Роксбери в штате Коннектикут, они с Джорджем продолжали жить за границей и проводить месяцы в болотистых водоемах Бразилии, бамбуковых лесах Китая и высокогорьях Тибета. На протяжении почти семи десятилетий Кей была незаменимым партнером в жизни Джорджа, будь то дома или в разных странах, где она помогала ему в полевых работах, редактировала и печатала его рукописи и делала ещё много всего, что позволяло ему заниматься изучением дикой природы. Делала она это, несмотря на многочисленные бытовые неудобства, которые ей приходилось делить с мужем. Однажды ночью Кей расплакалась во временной палатке, стоявшей посреди леса, где обитали панды, потому что ей было ужасно холодно и мокро. Им часто доводилось возвращаться домой полностью изможденными. В предисловии к своей книге 1993 года «The Last Panda» («Последняя панда») Джордж признает её участие «в каждом аспекте работы в такой степени, что результаты почти в такой же степени её, как и мои». В дикой природе в Азии, Африке и Южной Америке Джордж и Кей Шаллеры провели большую часть своей жизни, больше времени, чем дома. В последнее время они жили в городе Лебанон в Нью-Гемпшире. Кей Шаллер скончалась 7 марта 2023 года в возрасте 93 лет.
У Джорджа и Кей двое сыновей — Джордж Эрик (англ. George Eric Schaller) и Марк Эндрю (англ. Mark Andrew Schaller) — и двое внуков — Джаспер (англ. Jasper, родилась в 2001 году) и Мэддокс (англ. Maddox, родился в 2005 году), детей Марка. Эрик родился 22 июля 1961 года в Мадисоне в Висконсине, Марк — 27 ноября 1962 года в Пало-Альто в Калифорнии. В первые годы жизни своих сыновей за границей, в отдаленных районах Индии, Танзании и Пакистана, Кей обучала их на дому, обеспечивая безопасность детей и в то же время предоставляя им свободу исследовать окружающую их дикую природу. В общей сложности мальчики шесть лет своего детства провели за границей: один год в Индии, три — в Танзании и два — в Пакистане. В Америке мальчики ходили в обычные государственные общеобразовательные школы в Вермонте и Коннектикуте. Марк пропустил первый класс и по возвращении семьи в Штаты пошел сразу во второй класс. В течение двух лет, когда их семья жила в Пакистане, они посещали Американскую школу в Лахоре. В настоящее время Эрик является профессором биологических наук в Дартмутском колледже в штате Нью-Гэмпшир в США, а Марк — профессором факультета психологии в Университете Британской Колумбии в Ванкувере в Канаде. Кроме того, Эрик — писатель в жанре научной фантастики.
По состоянию на октябрь 2023 года, Джордж после смерти жены жил один в посёлке для пожилых людей в Нью-Гемпшире, где его регулярно навещал сын Эрик. В свои 90 лет он сохранял подтянутую фигуру, при росте в 6 футов (примерно 183 см), ходил, а иногда и бегал трусцой, по посёлку.